# Сан-Естебан-дель-Молар
Сан-Естебан-дель-Молар (ісп. San Esteban del Molar) — муніципалітет в Іспанії, у складі автономної спільноти Кастилія-і-Леон, у провінції Самора. Населення — 151 особа (2010).
Муніципалітет розташований на відстані близько 230 км на північний захід від Мадрида, 50 км на північ від Самори.

## Демографія
Динаміка населення (INE ):